# Старшенбаум, Анна Геннадьевна
А́нна Генна́дьевна Старшенба́ум (род. 26 апреля 1989, Москва, РСФСР, СССР) — российская актриса театра и кино.

## Биография
Родилась 26 апреля 1989 года в Москве. Отец — кандидат медицинских наук, врач-психотерапевт, специалист по суицидологии Геннадий Владимирович Старшенбаум.
Карьеру актрисы начала в возрасте четырнадцати лет, когда бросила школу и поступила в Московский молодёжный театр под руководством Вячеслава Спесивцева, где участвовала, в основном, в массовках.
В 2004 году поступила на эстрадный факультет ГИТИСа.
После знакомства с Владимиром Назаровым Старшенбаум снялась в эпизодической роли в фильме «Продаётся детектор лжи» (2005).
Недоучившись в ГИТИСе, в 2006 году Старшенбаум пришла работать в Центр драматургии и режиссуры под руководством А. Казанцева и М. Рощина.
Первую главную роль в кино сыграла в 2008 году в фильме Леонида Рыбакова «Скажи Лео», который в том же году стал лауреатом международного кинофестиваля «Меридианы Тихого» во Владивостоке в номинации «Приз зрительских симпатий за лучший российский фильм».
Летом 2010 года 21-летняя Старшенбаум приняла участие в эротической фотосессии в Дахабе и дала большое интервью журналу «Максим», где удостоилась сравнений с Миллой Йовович и Натали Портман. Впоследствии сожалела об откровенной фотосессии.
В 2011 году входила в состав жюри ежегодного российского кинофестиваля «Окно в Европу» в Выборге в номинации «Игровое кино».
В 2012 году Старшенбаум приняла участие в образовательном проекте «Полиглот» телеканала «Культура», где вместе с другими молодыми артистами, писателями и режиссёрами под руководством полиглота-феномена Дмитрия Петрова пыталась освоить итальянский язык «с нуля» за 16 часов.
В 2017 году приняла участие в озвучивании одного из персонажей компьютерной MOBA игры League of Legends, став голосом чемпиона Эвелинн.

## Личная жизнь
С 2009 года Анна Старшенбаум была замужем за актёром Алексеем Бардуковым. Сын — Иван (род. 11 ноября 2011 года).
В прессе упоминалось также о романе Старшенбаум с актёром Владимиром Яглычем, едва не разрушившем её семью. В августе 2017 года актриса сообщила о разводе с Бардуковым.
С 2022 года встречается со спортсменом Даниилом Наумовым. 28 июня 2023 года стало известно, что пара ждёт ребёнка. 11 февраля 2024 года родился сын Эрик.
Родная племянница — актриса Ирина Старшенбаум.

## Фильмография
| Год  |    | Название                              | Роль                                        |
| ---- | -- | ------------------------------------- | ------------------------------------------- |
| 2005 | тф | Продаётся детектор лжи                | девушка в общежитии                         |
| 2005 | с  | Обречённая стать звездой              | беременная девочка, фанатка                 |
| 2005 | с  | Кулагин и партнёры                    | Юлия Голубева                               |
| 2007 | ф  | Ловушка                               | Имя персонажа не указано                    |
| 2008 | ф  | Скажи Лео                             | русская девушка                             |
| 2009 | с  | Любовь — не то, что кажется           | Алла Славуткина                             |
| 2009 | ф  | Неоконченный урок                     | Эля Гаврилова                               |
| 2009 | с  | Однажды будет любовь                  | Светлана Громова                            |
| 2009 | с  | Тайная стража                         | Вера Куликова                               |
| 2010 | ф  | Детям до 16                           | Лея                                         |
| 2010 | с  | Записки экспедитора тайной канцелярии | Кэт                                         |
| 2010 | тф | Мамочки                               | Парфёнова                                   |
| 2010 | с  | Москва. Центральный округ 3           | эпизод                                      |
| 2010 | ф  | Про любоff                            | Лена                                        |
| 2010 | с  | Столица греха                         | Кристина                                    |
| 2010 | тф | Школа для толстушек                   | Лана                                        |
| 2011 | ф  | Два пистолета. Неуловимый бриллиант   | Полина                                      |
| 2011 | ф  | Мой парень — ангел                    | Саша Николаева                              |
| 2011 | ф  | Олимпиада грабителей                  | Полина                                      |
| 2011 | с  | Секс, кофе и сигареты                 | Имя персонажа не указано                    |
| 2011 | с  | Фарфоровая свадьба                    | Валерия                                     |
| 2012 | ф  | Красотка                              | Лиза Нестерова                              |
| 2013 | с  | Луша                                  | Имя персонажа не указано                    |
| 2013 | с  | Три мушкетёра                         | Констанция Бонасьё                          |
| 2013 | ф  | Форт Росс: В поисках приключений      | Марго                                       |
| 2014 | с  | Семейный бизнес                       | Лида                                        |
| 2015 | ф  | SOS, Дед Мороз, или Всё сбудется!     | Настя                                       |
| 2015 | с  | Семейный бизнес 2                     | Лида                                        |
| 2016 | ф  | Любовь с ограничениями                | Марина                                      |
| 2016 | с  | Нянька                                | Татьяна Козлова                             |
| 2016 | с  | Кости                                 | Полина Никольская                           |
| 2017 | с  | Мёртв на 99%                          | Варя                                        |
| 2017 | с  | Психологини                           | Алина Андреевна Кусакина, школьный психолог |
| 2017 | с  | Волшебник                             | Алиса Гордеева, блогер                      |
| 2018 | ф  | Московские тайны. Гостья из прошлого  | Следователь Вяземская                       |
| 2018 | ф  | Московские тайны. Семь сестёр         | Следователь Вяземская                       |
| 2018 | ф  | Московские тайны. Опасный переплёт    | Следователь Вяземская                       |
| 2019 | ф  | Московские тайны. Графский парк       | Следователь Вяземская                       |
| 2019 | с  | На рассвете                           | Елена                                       |
| 2019 | с  | Дипломат                              | Инга, выпускница МГИМО                      |
| 2020 | с  | СеняФедя                              | Даша, девушка Феди                          |
| 2020 | с  | Зови меня мамой                       | Татьяна                                     |
| 2020 | с  | Парадоксы                             | девушка в автомобиле                        |
| 2020 | с  | Врачебная ошибка                      | Зоя Ковалевская                             |
| 2021 | с  | В раю мест нет                        | Яна Жданова                                 |
| 2022 | с  | Абсурд                                | Карина, журналист                           |
| 2022 | ф  | Я буду жить                           | Наташа, дочь Аллы и Андрея                  |
| 2023 | ф  | Эскортница                            | Анна/Кристина                               |
| 2023 | с  | Сансара                               | Катя                                        |

## Награды
За роль Леи в фильме «Детям до 16»:
- Приз за лучшую главную женскую роль на фестивале «Окно в Европу» (2010, Выборг);
- Приз за лучшую главную женскую роль на фестивале «Кинорюрик» (2011, Швеция);
- Приз за лучшую главную женскую роль на фестивале «Созвездие» (2011, Россия);
- Приз за лучшую главную женскую роль на фестивале «Отражение» (2011, Москва).